# Conepatus humboldtii
Lo skunk della Patagonia (Conepatus humboldtii Gray, 1837) è un piccolo carnivoro della famiglia dei Mefitidi originario del Sudamerica.

## Descrizione
Lo skunk della Patagonia raggiunge una lunghezza totale di 50–60 cm, dei quali 15-18 costituiti dalla coda. Le femmine sono in genere leggermente più piccole dei maschi. Il peso è di circa 1,1-4,5 kg. Il manto è nero, con due larghe strisce bianche che corrono dalla parte posteriore della testa alla coda, in gran parte bianca. Il muso, di colore nero, è privo di qualsiasi tipo di striatura.

## Biologia
Lo skunk della Patagonia ha una dieta prevalentemente insettivora, ma si nutre anche di vertebrati, come roditori e carogne, durante i mesi invernali, quando gli insetti sono meno numerosi.

## Distribuzione e habitat
Lo skunk della Patagonia è molto numeroso nella regione a cui deve il nome, sita all'estremità meridionale del Sudamerica, nel sud di Cile e Argentina; è, quindi, la specie della famiglia dei Mefitidi dall'areale più meridionale. Non è presente, tuttavia, nelle isole della Terra del Fuoco, a sud dello stretto di Magellano.
Vive in zone ricoperte di erba o arbusti e su terreni ghiaiosi, ma si può trovare anche in prossimità degli insediamenti umani. È presente tra i 200 e i 700 m di quota.

## Tassonomia
Attualmente gli studiosi ne riconoscono tre sottospecie:
- C. h. humboldtii Gray, 1837 (Cile meridionale);
- C. h. castaneus d'Orbigny e Gervais, 1847 (Argentina);
- C. h. proteus Thomas, 1902 (Argentina).